# 纤维作物
纤维作物（fiber crops）是指一类田间作物，人們種植纖維作物的目的是獲得這些作物的纤维，以用于製造纸张、布匹或绳索。
纤维作物的特点是含有大量的纤维素，这使得它们具有一定的强度，這賦予了它們強度。這些纖維可以進行化學改性，例如粘膠纖維（用於製造人造絲和玻璃紙）。近年來，材料科學家開始探索這些纖維在複合材料中的進一步用途。由於纖維素是植物纖維強度的主要因素，科學家正在尋求操縱纖維素來製造不同類型的纖維。
纖維作物通常在一個生長季節後即可收穫，這與樹木不同，樹木通常要生長多年才能收穫木漿纖維或花邊樹皮等材料。在特定情況下，纖維作物在技術性能、環境影響或成本方面可以優於木漿纖維。
關於使用纖維作物製造紙漿存在許多問題。其中之一是季節性供應。雖然樹木可以連續收穫，但許多大田作物一年只能收穫一次，並且必須儲存起來，以免作物在數月內腐爛。考慮到許多紙漿廠每天需要數千噸纖維源，纖維源的儲存可能是一個主要問題。
從植物學角度來看，從許多這些植物中收穫的纖維是韌皮纖維；纖維來自植物的韌皮部組織。其他纖維作物纖維是硬/葉纖維（來自整個植物維管束）和表面纖維（來自植物表皮組織）。

## 纖維來源
為了獲得可用於生產的纖維來源，必須先從植物中提取纖維。根據纖維分類，可以以不同的方式完成此操作。

## 紙
在造紙工業化之前，最常見的纖維來源是從廢棄紡織品中回收的纖維，稱為碎布。這些破布由苧麻、大麻、亞麻和棉製成。德國法學家Justus Claproth於 1774 年發明了一種從再生紙中去除印刷油墨的工藝。直到 1843 年引入木漿後，紙張生產才不再依賴拾荒者的回收材料。

## 外部連結
- Waynesword Plant Fibers 的存檔，存档日期2010-11-14. Accessed 2010-11-23